# Ги I де Клермон де Нель
Ги де Клермон-Нель (фр. Guy de Clermont-Nesle; около 1255 — 11 июля 1302, Кортрейк, Западная Фландрия) — маршал Франции (1296). Сеньор де Бретёйль.
Родился около 1260 г. Младший сын Симона II де Клермон-Нель и Аликс де Монфор.
Брат Рауля II де Клермона — коннетабля Франции. Вместе с ним руководил 9-недельной осадой (23 июня — 29 августа) и взятием Лилля в 1297 году. И с ним же погиб в битве при Куртре 11 июля 1302 года.
Ги де Клермон-Нель с ок. 1284 г. был женат (вероятно — вторым браком) на Маргарите де Туротт, даме д’Оффемон и де Туротт, дочери Ансу II де Туротта и Жанны де Онсуа. Дети:
- Жан I де Нель (ум. 25 мая 1352), сеньор д’Оффемон, де Мелло и де Туротт
- Рауль де Клермон (ум. 1321), сеньор де Ториньи
- Перонна (Перонелла) де Нель (ок. 1290 — ум. после 1323), жена Жана де Шеризи, виконта де Бюзанси
- Аликс де Нель, жена Жана де Дампьера, сеньора де Сен-Дизье, де Виньори и д’Эклюз
- Матильда (Маго), жена Бернара VI де Морёйля, маршала Франции.

Род сеньоров д’Оффемон и де Мелло пресёкся в XVI веке: в 1524 году бездетная Луиза де Нель продала свои владения Франсуа де Монморанси, сеньору де ла Рошпо.